# All-Ireland Senior Football Championship 1895
L'All-Ireland Senior Football Championship 1895 fu l'edizione numero 9 del principale torneo di calcio gaelico irlandese. Tipperary batté in finale Meath ottenendo il secondo trionfo della sua storia.

## All-Ireland Series
Si disputò la finale tra i campioni del Leinster e del Munster visto che in quell'anno non fu giocato il torneo nell'Ulster e nel Connacht non esisteva ancora. La finale si giocò l'anno dopo i tornei provinciali.

### Finale
| Dublino 15 marzo 1896 | Tipperary | 0-04 – 0-03 | Meath | Jones' Road (8000 spett.) |